# Prodiplosis
Prodiplosis is een muggengeslacht uit de familie van de galmuggen (Cecidomyiidae).

## Soorten
- P. citrulli (Felt, 1935)
- P. falcata Gagne, 1986
- P. floricola (Felt, 1907)
- P. longifila Gagne, 1986
- P. morrisi Gagne, 1966
- P. myricae (Beutenmüller, 1907)
- P. platani Gagne, 1986
- P. rhenana (Rübsaamen, 1910)
- P. vaccinii (Felt, 1926)
- P. violicola

Vioolrozetgalmug (Coquillett, 1900)